# هماوردی منچستر سیتی و لیورپول
هماوردی منچستر سیتی و لیورپول رقابتی بین شهری میان شهرها بین باشگاه‌های فوتبال حرفه‌ای انگلیسی منچستر سیتی و لیورپول است. لیورپول بازی‌های خانگی خود را در ورزشگاه آنفیلد و منچستر سیتی بازی‌های خانگی خود را در ورزشگاه اتحاد انجام می‌دهند.
لیورپول و منچسترسیتی برای اولین بار در فصل ۱۹۷۶-۱۹۷۷ درگیر مسابقه قهرمانی بودند. رقابت امروزی آنها در اواسط دهه ۲۰۱۰ آغاز شد.

## آمار
اخرین بروز رسانی: ۱۰ مارس ۲۰۲۴
| رقابت              | بازی ها | بردهای سیتی | تساوی‌ها | بردهای لیورپول |
| ------------------ | ------- | ----------- | ------- | -------------- |
| لیگ برتر           | ۵۴      | ۱۲          | ۲۱      | ۲۱             |
| لیگ دسته اول       | ۱۱۸     | ۳۴          | ۲۵      | ۵۹             |
| لیگ دسته دوم       | ۴       | ۰           | ۱       | ۳              |
| جام حذفی           | ۸       | ۲           | ۲       | ۴              |
| جام اتحادیه        | ۸       | ۲           | ۳       | ۳              |
| جام خیریه          | ۲       | ۰           | ۱       | ۱              |
| لیگ قهرمانان اروپا | ۲       | ۰           | ۰       | ۲              |
| مجموع              | ۱۹۶     | ۵۰          | ۵۳      | ۹۳             |

## افتخارات
تمامی افتخارات بر اساس اطلاعات سایت رسمی گل وplanet football می‌باشند جام چمپیونشیپ در مقایسه افتخارات دو تیم قابل محاسبه نیستند و جام سوپر کاپ لندن بدلیل حضور نداشتن منچستر و صرفا یکسال برگزار شدن آن قابل محاسبه نیست
| لیورپول | رقابت                               | سیتی |  |
| ------- | ----------------------------------- | ---- |  |
| داخلی   |                                     |      |  |
| 20      | لیگ برتر                            | 10   |  |
| 8       | جام حذفی                            | 7    |  |
| 10      | جام اتحادیه                         | 8    |  |
| 16      | سوپر جام انگلستان                   | 7    |  |
| 53      | مجموع                               | 32   |  |
|         |                                     |      |  |
| 6       | لیگ قهرمانان اروپا                  | 1    |  |
| 3       | لیگ اروپا                           | 0    |  |
| 0       | جام برندگان جام اروپا (پایان یافته) | 1    |  |
| 4       | سوپر جام اروپا                      | 1    |  |
| 1       | جام باشگاه‌های فوتبال جهان           | 1    |  |
| 68      | مجموع جام‌ها                         | 36   |  |